# Gerrit Nagels
Gerrit Willem Nagels (Enschede, 7 april 1906 – Enschede, 26 februari 1950) was een Nederlands voetballer. Hij was de eerste speler van Sportclub Enschede die werd geselecteerd voor het Nederlands elftal.
De rechtsbuiten Nagels werd in 1926 met SC Enschede landskampioen. Op 14 juni 1928 maakte hij zijn debuut voor het Nederlands elftal in een vriendschappelijke interland tegen Egypte. Nagels kwam enkele jaren later nog twee keer uit voor Oranje; in december 1932 tegen Duitsland en in januari 1933 tegen Zwitserland. Voor het Nederlands B-elftal speelde hij meerdere interlands en scoorde hij drie keer.
In 1940 was Nagels, werkzaam als bouwkundig ingenieur, betrokken bij de wederopbouw van de drukkerij in Wageningen en voetbalde Nagels bij W.A.V.V. in Wageningen en was tevens trainer.
Na het seizoen  1941-42 vertrok Nagels weer naar Enschede  en speelde weer voor de sportclub Enschede
Tot in 1943 kwam Nagels uit voor het eerste van Sportclub. Hij werd dat jaar oostelijk kampioen met zijn team. Hij beëindigde zijn loopbaan om trainer van Enschede te worden. Hij had direct succes toen zijn ploeg dat jaar in Rotterdam het toernooi om de Zilveren Bal won.
Nagels overleed in 1950 plotseling op 43-jarige leeftijd.